# Miguelito Valdés
Pour les articles homonymes, voir Valdés.
Miguelito Valdés, né le 6 septembre 1912 et mort le 9 novembre 1978, est un chanteur cubain de son cubain, guaracha et boléro. il a été l'un des chanteurs hispano-américains les plus populaires des années 1930 et 1940. Marié avec une aristocrate Panaméenne d’origine hollandaise Vera Eskildsen, il a eu un fils Juan Miguel Valdés Eskildsen. 

## Biographie
Mécanicien automobile, ses deux passions sont toutefois la musique et la boxe. Il est le chanteur de célèbres orchestres cubains dans les années 1930 avant d'émigrer aux États-Unis en 1940. Il entame une carrière en solo deux ans plus tard, et joue par ailleurs des petits rôles dans  une douzaine de films avant d'entrer dans une semi-retraite en 1955. Il fait son retour en 1963 et anime un talk show musical pendant une dizaine d'années. Il meurt d'une attaque cardiaque durant un concert à Bogota en 1978.